# 郭品超
郭品超（ディラン・クォ、Guo Pin Chao、英語名Dylan、1977年6月8日 - ）は、台湾の俳優、歌手。身長186cm。趣味はサーフィン。
台湾・台北市出身。ルイ・ヴィトンやアルマーニなどのブランドやCMのモデルとして活動。2004年に主演したテレビドラマ『アウトサイダー〜闘魚〜』で一躍有名となった。
2004年には「我不像我」で歌手デビュー。翌2005年には『雨音に君を想う』で映画デビュー。2006年9月にはi-mode、EzWeb、Yahoo!ケータイの公式コンテンツとして「ディラン・クォDOMANI」が開始された。
日本では「台湾の速水もこみち」と呼ばれている。

## 出演作品

### テレビドラマ
- 慾望六人行（2003年）
- 薔薇之恋〜薔薇のために〜（2003年）　第10話ゲスト
- 麻辣高校生（2003年）
- 麻辣鮮師（2003年）
- 熟女欲望日記（2003年）
- 眉飛色舞（2003年）
- アウトサイダー〜闘魚〜（2004年） 台湾GTV
- アウトサイダー〜闘魚2〜（2004年）
- ドリームメーカー（2005年）
- 白衣の恋（2006年）
- 諜影藏龍之精武飛鴻（2006年）（中国ドラマ）
- 18禁不禁（2007年）
- 僕だけのプリンセス（2008年）
- 敲敲愛上你（2009年）
- 君は僕の談判官（原題：談判官）（2018年）
- 夢幻の桃花〜三生三世枕上書〜（原題: 三生三世枕上书）（2020年）

### 映画
- 雨音に君を想う（2005年）
- BLACK NIGHT（2006年）
- 夜の上海（2007年）
- 軍鶏（2008年）
- さそり（2008年）
- 熊ちゃんが愛してる（2011年）（第7回大阪アジアン映画祭で上映）
- 西門町（2012年）
- スキップ・トレース（2016年）

## 楽曲
- 『我不像我』2004年